# به‌سوی ماجرا
به‌سوی ماجرا (انگلیسی: À l'aventure) یک فیلم اروتیک درام به کارگردانی ژان-کلود بریسو است که در سال ۲۰۰۸ منتشر شد. از بازیگران آن می‌توان به لیز بلاینک و آرنو بینار و ژوسلین کیورین اشاره کرد.